# إبنال
إبينال (بالفرنسية: Épinal)‏ مدينة فرنسية تقع شرق فرنسا، أسسها أسقف ميتز في القرن العاشر الميلادي. تحوي 35 ألف نسمة. تقع على نهر موزيلي 60 كيلومترا جنوبي مدينة نانسي.

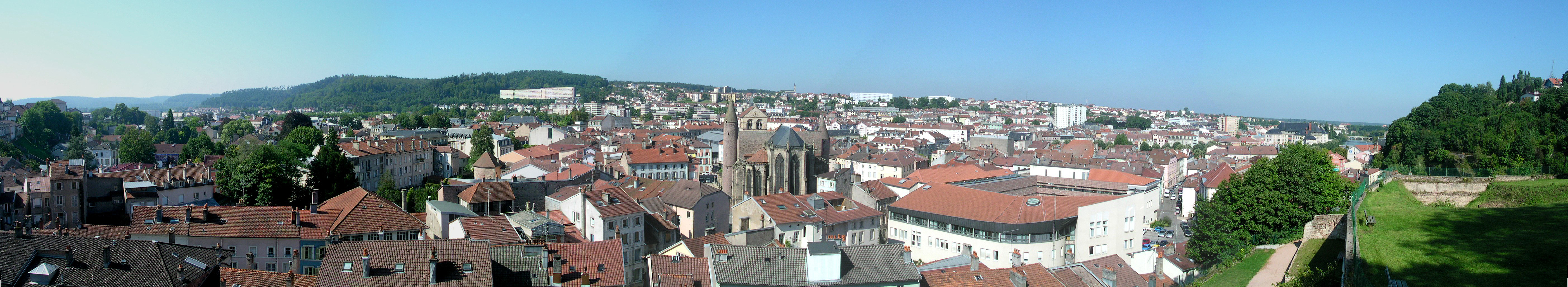
مشهد بانورامي لمدينة إبينال

في لورين.
وبها مسجد.
- فوج (إقليم فرنسي)

## توأمة
لإبنال اتفاقيات توأمة مع كل من:
- شفايبيش هال
- كيري
- لوفبرا
- بيتولا
- Gembloux [الإنجليزية]‏
- لاكروس
- نوفي يتشين

## أعلام
- بينوا باستين
- ناصر بوهاني
- جان باتريك نازون
- ليو فالنتين
- كليمنتين ديليت
- برونو فونتين